# Strappare lungo i bordi
Strappare lungo i bordi è una serie animata italiana scritta e diretta da Zerocalcare per la piattaforma di streaming Netflix.
Accolta positivamente dalla critica televisiva, la serie ha ottenuto un Nastro d'argento - Grandi Serie e un Globo d'oro alla miglior serie TV.

## Trama
La serie ruota attorno a un viaggio che Zerocalcare e i suoi due amici di sempre, Sarah e Secco, devono affrontare. Nel corso degli episodi si susseguono racconti e flashback della vita del protagonista, passando dagli anni delle scuole medie, a quelli del liceo, fino a tornare al presente, raccontando la sua esistenza attraverso il sarcasmo e l'ironia che contraddistinguono il personaggio. Durante il viaggio Zerocalcare cerca in tutti i modi di distrarsi da quello che la sua coscienza (un armadillo dalle sembianze antropomorfe che lo accompagna da sempre) vuole ricordargli: il motivo per cui i tre amici si stanno dirigendo in treno verso la città di Biella.

## Episodi
La serie è composta da sei episodi di durata compresa tra i sedici e i ventitré minuti ciascuno.
| nº | Titolo                         | Pubblicazione    | Descrizione da Netflix |
| -- | ------------------------------ | ---------------- | --- |
| 1  | La steppa batterica di Plutone | 17 novembre 2021 | Il fumettista e artista Zero, che vede la sua coscienza come un armadillo, ricorda il primo incontro con Alice quando avevano 17 anni.                               |
| 2  | Come un filo d'erba            | 17 novembre 2021 | Zero ricorda quando è stato brevemente il cocco dell'insegnante a 11 anni. Poi ha difficoltà a cambiare una gomma mentre va a prendere Secco.                        |
| 3  | Lavorare in cantiere è peggio  | 17 novembre 2021 | Zero racconta le sue esperienze da incubo nel fare ripetizioni ai bambini. Mentre aspetta Secco, Zero spiega a Sarah perché è ossessionato dalla puntualità.         |
| 4  | Bussole rotte                  | 17 novembre 2021 | Sul treno per Biella, Zero ricorda il periodo in cui non trovava lavoro e spiega in dettaglio i vari "regni" della sua casa.                                         |
| 5  | Don't Ask, Don't Tell          | 17 novembre 2021 | Zero ammette che non sa dare sostegno emotivo, ricordando la volta in cui ha consolato Alice dopo la fine di una storia. Un incontro con un'ex studentessa lo turba. |
| 6  | Catarsi                        | 17 novembre 2021 | A Biella, Zero non riesce a gestire il dolore, mentre Sarah lo accusa di pensare solo a se stesso. Poi scopre un segreto scioccante che lo sconvolge.                |

## Personaggi e doppiatori
Zerocalcare presta la sua voce a tutti i personaggi ad eccezione dell'Armadillo, doppiato da Valerio Mastandrea, e di alcuni dei personaggi dell'ultimo episodio. Il doppiaggio è stato realizzato da Rain Frog presso lo studio Sound Farm 999.
- Zerocalcare, doppiato da sé stesso.
- Armadillo, doppiato da Valerio Mastandrea.
- Secco, doppiato da Zerocalcare e Paolo Vivio (ep. 6).
- Sarah, doppiata da Zerocalcare e Chiara Gioncardi (ep. 6).
- Alice, doppiata da Zerocalcare e Veronica Puccio (ep. 6).
- Il padre di Alice, doppiato da Zerocalcare e Ambrogio Colombo (ep. 6).
- Tizio, doppiato da Zerocalcare e Michele Foschini (ep. 6).
- Altri personaggi maschili, doppiati da Zerocalcare ed Ezio Conenna (ep. 6).
- Altri personaggi femminili, doppiati da Zerocalcare e Alessandra Sani (ep. 6).

## Produzione
La serie è prodotta da Movimenti Production in collaborazione con BAO Publishing, l'animazione è realizzata da DogHead Animation  mentre sound design e mix sono stati affidati a Massimo Cherubin per Rain Frog. È la prima serie d'animazione del fumettista Zerocalcare (pseudonimo di Michele Rech), realizzata dopo un lungo periodo di sperimentazione con l'animazione.

## Colonna sonora
La colonna sonora originale è composta da Giancane ed è raccolta nell'album Strappati lungo i bordi, uscito in concomitanza con la serie. Fanno da sfondo musicale anche altri brani scelti da Zerocalcare, incluse tracce di Tiziano Ferro, Manu Chao, Ron, Jonathan Lloyd & Clif Norrell, M83, Max Brodie, Fauve, Gli Ultimi, Klaxon, Band of Horses, Billy Idol e i Generation X. Tutti gli altri inserti musicali sono stati selezionati dall'archivio Audio Network.

## Promozione
È stata annunciata il 21 dicembre 2020 con la pubblicazione di un primo teaser trailer. L'8 ottobre 2021 è stato diffuso un secondo teaser ed è stata svelata la data d'uscita, mentre il trailer è uscito il 18 ottobre successivo.

## Distribuzione
I primi due episodi sono stati mostrati in anteprima alla Festa del Cinema di Roma il 18 ottobre 2021. La serie è stata pubblicata sulla piattaforma di streaming Netflix il 17 novembre 2021.

## Accoglienza
La serie è stata accolta positivamente da critica e pubblico. Su Fumettologica, Andrea Fiamma l'ha definita «un’opera che non sfigura messa accanto alla bibliografia dell’autore». Sul sito Ciak Club è stata definita come "la sorpresa migliore dell'anno e miglior contenuto Netflix italiano", su Movieplayer ha raggiunto il punteggio massimo di 5 stelle su 5 e su Rotten Tomatoes ha raggiunto un'approvazione del 100% basata su 14 recensioni, con una media di 8.8/10. Ha raggiunto il secondo posto nella top 10 settimanale di Netflix un giorno dopo l'uscita, subito dietro il film Red Notice, per poi conquistare la vetta della classifica il giorno seguente. Dato il successo riscontrato, Netflix ha rinnovato la collaborazione con Zerocalcare per produrre una nuova serie dal titolo Questo mondo non mi renderà cattivo, realizzata sempre da Movimenti Production in collaborazione con BAO Publishing. L'opera non è un sequel, infatti si tratta di una serie originale, con una nuova storia e nuovi personaggi. Il titolo e la data di uscita sono stati rivelati il 17 novembre dello stesso anno, il primo trailer è stato reso pubblico a febbraio del 2023 durante una serata del Festival di Sanremo, e la data di uscita è fissata al 9 giugno.

## Controversie
Il quotidiano turco Sabah ha definito uno "scandalo" il fatto che il primo trailer mostri la bandiera dell'Unità di Protezione Popolare del Rojava, e che un episodio contenga stracci del Partito dei Lavoratori del Kurdistan.

## Premi
- 2022 – Nastro d'Argento Grandi Serie
  - Nastro dell'anno per la serie più innovativa a Zerocalcare [26]
- 2022 – Globo d'oro
  - Miglior serie TV[27]

- 2022 – Premio Sergio Bonelli[28]

- 2022 – Diversity Media Award
  - Migliore serie TV italiana[29]
- 2021 – Fabrique Award
  - Migliore serie TV[30]
- 2022 –  FeST - Il Festival delle Serie Tv[31]
  - Premio Interprete non protagonista a Valerio Mastandrea
  - Premio Regia a Zerocalcare
  - Premio Serie scripted dell’anno
  - Premio speciale 'Chiara e tonda